# Апухтин, Николай Александрович (полковник)
Николай Александрович Апухтин (21 августа [2 сентября] 1889 — 15 января 1938, Париж, Франция) — полковник лейб-гвардии 4-го стрелкового полка, герой Первой мировой войны.

## Биография
Сын генерал-лейтенанта Александра Николаевича Апухтина (1862—1928) и жены его Варвары Петровны Араповой (1868—1936).
По окончании Пажеского корпуса в 1908 году выпущен был подпоручиком в лейб-гвардии 4-й стрелковый Императорской фамилии батальон. Вышел в запас гвардейской пехоты по Петербургскому уезду 23 апреля 1911 года.
С началом Первой мировой войны был призван в лейб-гвардии 4-й стрелковый полк. Удостоен ордена Святого Георгия 4-й степени
За то, что, будучи в чине подпоручика, в бою 15 июля 1916 года у д. Трыстень, командуя ротой, прорвал сильно укрепленную германскую линию, лично начав резать ножницами проволочные заграждения. Будучи ранен в плечо, продолжал штыковой бой, пока не прорвал всю полосу укреплений и, продолжая наступать, развивал успехи, пока новая тяжелая рана не вывела его из строя.
Произведен в поручики 17 июля 1916 года, в штабс-капитаны — 29 августа того же года. Был контужен и ранен в июле 1916 года. Произведен в капитаны 19 апреля 1917 года, в полковники — 15 июля того же года.
В эмиграции в Германии, к 1 октября 1921 года — член Общества взаимопомощи офицеров бывших Российских армии и флота, затем во Франции. Умер в 1938 году в Париже. Похоронен на кладбище Сент-Женевьев-де-Буа.

## Семья
Был женат на Надежде Дмитриевне Катковой, урожденной Поповой (1895—1972). Их сын Сергей (1925—1988).

## Награды
- Орден Святой Анны 4-й ст. с надписью «за храбрость» (ВП 26.11.1914)
- Орден Святого Станислава 3-й ст. с мечами и бантом (ВП 26.11.1914)
- Орден Святой Анны 3-й ст. с мечами и бантом (ВП 23.02.1915)
- Орден Святого Станислава 2-й ст. с мечами (ВП 3.03.1915)
- Орден Святого Владимира 4-й ст. с мечами и бантом (ВП 8.04.1915)
- Орден Святой Анны 2-й ст. с мечами (ВП 10.11.1916)
- Орден Святого Георгия 4-й ст. (ПАФ 4.03.1917)